# Mitchell Peak
Der Mitchell Peak ist ein abgelegener Berggipfel an der Saunders-Küste des westantarktischen Marie-Byrd-Lands. Er ragt etwa 21 km westlich der Birchall Peaks im Süden der Guest-Halbinsel auf. 
Der US-amerikanische Polarforscher Richard Evelyn Byrd entdeckte ihn während eines Überfluges am 5. Dezember 1929 im Rahmen seiner ersten Antarktisexpedition (1928–1930). Benannt ist der Berg nach Hugh Chester Mitchell (* 1877), einem Mathematiker des National Geodetic Survey und Mitglied des Komitees der National Geographic Society, das Byrds Überflüge von Nord- (1926) und Südpol (1929) bestätigte. 